# Rimmer Brown
William "Rimmer" Brown là một cầu thủ bóng đá. Ông thường thi đấu ở vị trí ở vị trí tiền đạo. Ông thi đấu cho Newton Heath, Stalybridge Rovers, Chester, và Stockport County.